# Than hoạt tính

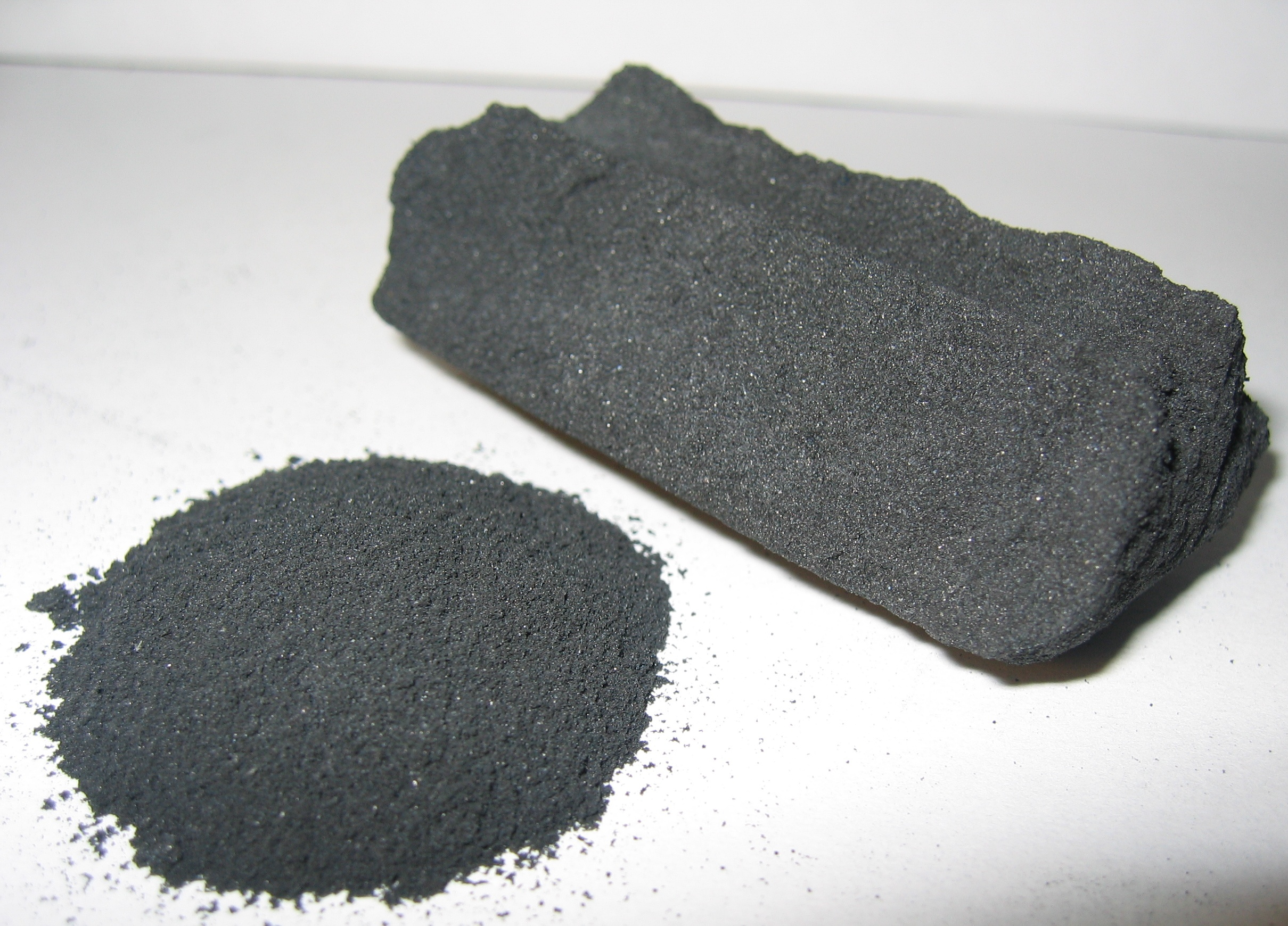
Than hoạt tính

Than hoạt tính là một dạng của carbon được xử lý để có những lỗ rỗng bé thể tích nhỏ để tăng diện tích bề mặt cho dễ hấp phụ hoặc tăng cường phản ứng hóa học. Do mức độ vi mao quản cao, chỉ một gam than hoạt tính có diện tích bề mặt vượt quá 800 – 1000 m², được xác định bởi phương pháp hấp phụ khí. Một mức độ hoạt hóa đủ cho ứng dụng có ích có thể đạt được duy nhất từ diện tích bề mặt cao, hơn nữa, sự xử lý hóa học thường làm tăng tính chất hấp phụ. Than hoạt tính thường thu từ than củi và thỉnh thoảng là than sinh học. Những loại thu được từ than đá hay cốc thì được gọi là than đá hoạt tính hoặc cốc hoạt tính.
Về mặt hóa học gồm chủ yếu là nguyên tố carbon ở dạng vô định hình (bột), một phần nữa có dạng tinh thể vụn grafit. Ngoài carbon thì phần còn lại thường là tàn tro, mà chủ yếu là các kim loại kiềm và vụn cát). Than hoạt tính có diện tích bề mặt ngoài rất lớn nên được ứng dụng như một chất lý tưởng để lọc hút nhiều loại hóa chất.

## Cấu tạo
Diện tích bề mặt của than hoạt tính nếu tính ra đơn vị khối lượng thì là từ 500 đến 2500 m2/g (lấy một ví dụ cụ thể để so sánh thì một sân quần vợt có diện tích rộng khoảng chừng 260 m²). Bề mặt riêng rất lớn này là hệ quả của cấu trúc xơ rỗng mà chủ yếu là do thừa hưởng từ nguyên liệu hữu cơ xuất xứ, qua quá trình chưng khô (sấy) ở nhiệt độ cao trong điều kiện yếm khí. Phần lớn các vết rỗng - nứt vi mạch, đều có tính hấp thụ rất mạnh và chúng đóng vai trò các rãnh chuyển tải (kẽ nối). Than hoạt tính thường được tự nâng cấp (ví dụ, tự rửa tro hoặc các hóa chất tráng mặt), để lưu giữ lại được những thuộc tính lọc hút, để có thể thấm hút được các thành phần đặc biệt như kim loại nặng.
Thuộc tính làm tăng ý nghĩa của than hoạt tính còn ở phương diện nó là chất không độc (kể cả một khi đã ăn phải nó), than hoạt tính được tạo từ gỗ và than đá thường có giá thành thấp, từ xơ dừa, vỏ trái cây thì giá thành cao và chất lượng hơn. Chất thải của quá trình chế tạo than hoạt tính dễ dàng được tiêu hủy bằng phương pháp đốt. Nếu như các chất đã được lọc là những kim loại nặng thì việc thu hồi lại, từ tro đốt, cũng rất dễ. Phần lớn than hoạt tính có mặt trong đời sống được làm từ gỗ bằng cách đốt cháy thân cây rồi phun nước lên thân cây đang cháy(loại này còn có tên là than hoa) hoặc nung thân gỗ trong môi trường yếm khí

## Những thông số của than hoạt tính

### Kích thước, thể tích lỗ xốp và diện tích bề mặt riêng:
Kích thước của lỗ xốp được tính bằng khoảng cách giữa hai cạnh của rãnh hoặc đường kính của ống xốp. Theo tiêu chuẩn của IUPAC thì kích thước lỗ xốp được chia ra làm ba loại: micro pore có kích thước bé hơn 2 nm, meso pore có kích thước từ 2-50 nm và macro pore có kích thước từ 50 nm trở lên.
Diện tích bề mặt riêng của than hoạt tính được đo bằng m²/g và là một thông số hết sức quan trọng đối với than, cho biết khả năng hấp phụ của than hoạt tính. 95% diện tích bề mặt riêng của than là diện tích của những lỗ xốp micro. Những lỗ xốp meso có diện tích bề mặt chiếm không quá 5% tổng diện tích bề mặt của than. Những lỗ xốp kích thước lớn không có nhiều ý nghĩa trong hoạt tính của than vì diện tích bề mặt riêng của chúng không đáng kể.

### Chỉ số iod
Đây là một chỉ số cơ bản của than hoạt tính đặc trưng cho diện tích bề mặt của lỗ xốp cũng như khả năng hấp phụ của than. Chỉ số iod được tính bằng khối lượng iod có thể được hấp phụ bởi một đơn vị khối lượng của than.(mg/g). Nguyên lý của phương pháp đo dựa trên sự hấp phụ lớp đơn phân tử iod trên bề mặt của than. Chỉ số iod càng lớn thì mức độ hoạt hóa càng cao. Giá trị của chỉ số iod rơi vào khoảng 500–1200 mg/g. Từ giá trị của chỉ số iod có thể tính ra được diện tích bề mặt riêng của than

### Độ cứng
Là khả năng chống chịu mài mòn của than hoạt tính. Đây là một thông số quan trọng bởi vì trong quá trình sử dụng, than hoạt tính còn phải chịu những tác động vật lý như: bị đặt dưới dòng chảy lỏng hoặc khí, dưới tác động của áp suất, do đó than cần phải đảm bảo được những yếu tố về độ cứng nhằm giữ được nguyên vẹn cấu trúc trong quá trình sử dụng và phục hồi. Độ cứng của than phụ thuộc rất nhiều vào nguyên liệu đầu vào cũng như mức độ quá trình hoạt hóa.

### Phân bốkích thước hạt
Kích thước hạt ảnh hưởng lớn đến khả năng tiếp cận của chất được hấp phụ tới bền mặt của than. Kích thước càng nhỏ thì khả năng tiếp cập càng dễ và quá trình hấp phụ diễn ra càng nhanh. Điều này đặc biệt có ý nghĩa khi hấp phụ trong hệ khí có áp suất thấp. Tính toán kỹ được phân bố kích thước hạt giúp chúng ta có thể chọn lựa được những thông số áp suất tối ưu để giảm thiểu tối đa mức tiêu thụ năng lượng.

## Ứng dụng
Than hoạt tính được sử dụng trong tinh chế khí, thức uống không chứa caffein, tinh chế quặng vàng, chiết kim loại, làm tinh khiết nước, y tế, xử lý chất thải, lọc không khí trong mặt nạ phòng độc và khẩu trang.

### Ứng dụng công nghiệp
Một ứng dụng công nghiệp chính là xử lý kim loại cuối. Nó được sử dụng rộng rãi trong tinh chế dung dịch mạ điện. Ví dụ, nó là kỹ thuật tinh chế chính trong việc loại bỏ những tạp chất hữu cơ từ dung dịch mạ kền sáng. Nhiều chất hữu cơ được thêm vào dung dịch mạ để cải thiện tính bám dính và tăng tính chất như độ sáng, nhẵn, tính uốn v.v... Sự truyền dòng điện trực tiếp và phản ứng điện hóa của oxy hóa anot và khử catot, những phụ gia hữu cơ sinh ra những sản phẩm phân hủy không mong muốn trong dung dịch. Sự sinh ra quá nhiều của chúng có thể có hại cho chất lượng mạ và tính chất vật lý của kim loại. Sự xử lý bằng than hoạt tính loại bỏ những tạp chất như vậy và trả lại hiệu suất mạ về mức độ mong muốn.

### Ứng dụng y tế
Than hoạt tính được sử dụng để xử lý chất độc và sự dùng quá liệu qua đường miệng. Những viên hoặc nang than hoạt tính được sử dụng ở nhiều nước như một thuốc không cần kê toa bác sĩ để xử lý  bệnh tiêu chảy, chứng khó tiêu và đầy hơi.
Tuy nhiên, nó không hiệu quả cho nhiều sự ngộ độc của acid hoặc kiềm mạnh, cyanide, sắt, lithi, arsen, methanol, ethanol hay ethylene glycol.
Ứng dụng gián tiếp (ví dụ cho vào phổi) dẫn đến sặc hệ hô hấp, có thể gây chết người nếu không được xử lý y tế ngay lập tức.

### Ứng dụng hóa phân tích
Than hoạt tính, hỗn hợp 50/50 khối lượng diatomit và than hoạt tính được sử dụng như pha tĩnh trong sắc khí áp suất thấp cho carbohydrate sử dụng dung dịch rượu (5-50%) như pha động trong đinh chuẩn chuẩn bị và phân tích.

### Ứng dụng môi trường
Sự hấp phụ cacbon có nhiều ứng dụng trong loại bỏ chất gây ô nhiễm từ không khí hay nước như:
- Làm sạch dầu tràn
- Lọc nước ngầm
- Lọc nước uống
- Làm sạch không khí
- Giữ tạp chất hữu cơ không bay hơi từ màu vẽ, lọc khô, bay hơi xăng và những quá trình khác.

Trong suốt đầu sự bổ sung của Luật nước uống an toàn 1974 ở Mỹ, EPA đã phát triển một điều luật đề xuất yêu cầu những hệ thống xử lý nước uống sử dụng than hoạt tính dạng hạt. Nhưng do giá quá cao, điều luật gọi là luật GAC gặp những phản đối mạnh mẽ trong cả nước từ công nghiệp cung cấp nước, bao gồm nhà máy nước lớn nhất ở California, nên luật đã bị bãi bỏ.
Than hoạt tính cũng được dùng để đo nồng độ Radon trong không khí.
- Trong y tế (Carbo medicinalis – than dược): để tẩy trùng và các độc tố sau khi bị ngộ độc thức ăn...
- Trong kỹ thuật, than hoạt tính là một thành phần lọc khí (trong đầu lọc thuốc lá, miếng hoạt tính trong khẩu trang); tấm khử mùi trong tủ lạnh và máy điều hòa nhiệt độ...
- Trong xử lý nước (hoặc lọc nước trong gia đình): để tẩy các chất bẩn vi lượng, diệt khuẩn và khử mùi....v.v.v.
- Tác dụng tốt trong phòng tránh tác hại của tia đất.